# Enfield (hrabství Meath)
Enfield (irsky An Bóthar buï, někdy označované jako Innfield) je město ve východní části Irska, v hrabství Meath. Žije zde 2 161 obyvatel (2006).
Nachází se na pravém břehu kanálu Royal Canal a v blízkosti řeky Blackwater, v jižní části hrabství a při hranici s hrabstvím Kildare. Jižním okrajem města prochází dálnice M4, leží na hlavní železniční trati Dublin–Galway. Je vzdáleno 38 km ZSZ od Dublinu, 17 km jižně od Trimu a 19 km severovýchodně od Edenderry, ve městě se křižují cesty R148, R159 a R402.
V 90. letech 18. století zde byl postaven zájezdní hostinec pro dostavníky na trase Dublin–Mullingar, který byl původně pojmenován The New Inn. Stojí zde malý pivovar. Při Royal Canal (západně od centra města) se nachází přístaviště a loděnice.